# Another Green World
Albums de Brian Eno
Taking Tiger Mountain (By Strategy)
(1974) Discreet Music
(1975)
Another Green World est un album de Brian Eno, sorti en 1975.

## L'album
429e des 500 plus grands albums de tous les temps selon Rolling Stone, il fait partie des 1001 albums qu'il faut avoir écoutés dans sa vie. Selon le magazine Rolling Stone, cet album possède une « pure beauté synthétique », et mélange l'électronique luxuriante avec des instruments acoustiques. 

### Titres
Tous les titres sont de Brian Eno.

#### Face A
1. Sky Saw (3:25)
2. Over Fire Island (1:49)
3. St. Elmo's Fire (3:02)
4. In Dark Trees (2:29)
5. The Big Ship (3:01)
6. I'll Come Running (3:48)
7. Another Green World (1:38)

#### Face B
1. Sombre Reptiles (2:26)
2. Little Fishes (1:30)
3. Golden Hours (4:01)
4. Becalmed (3:56)
5. Zawinul/Lava (3:00)
6. Everything Merges with the Night (3:59)
7. Spirits Drifting (2:36)

### Musiciens
- Phil Collins : batterie
- Percy Jones : basse fretless
- Paul Rudolph : basse
- Rod Melvin : piano
- John Cale : violon
- Brian Eno : guitares, synthétiseurs, orgue, percussions, piano
- Robert Fripp : guitares

### Charts
| Chart (1979)             | Place position |
| ------------------------ | -------------- |
| New Zealand Albums Chart | 24             |